# Lista niewydanych utworów Madonny

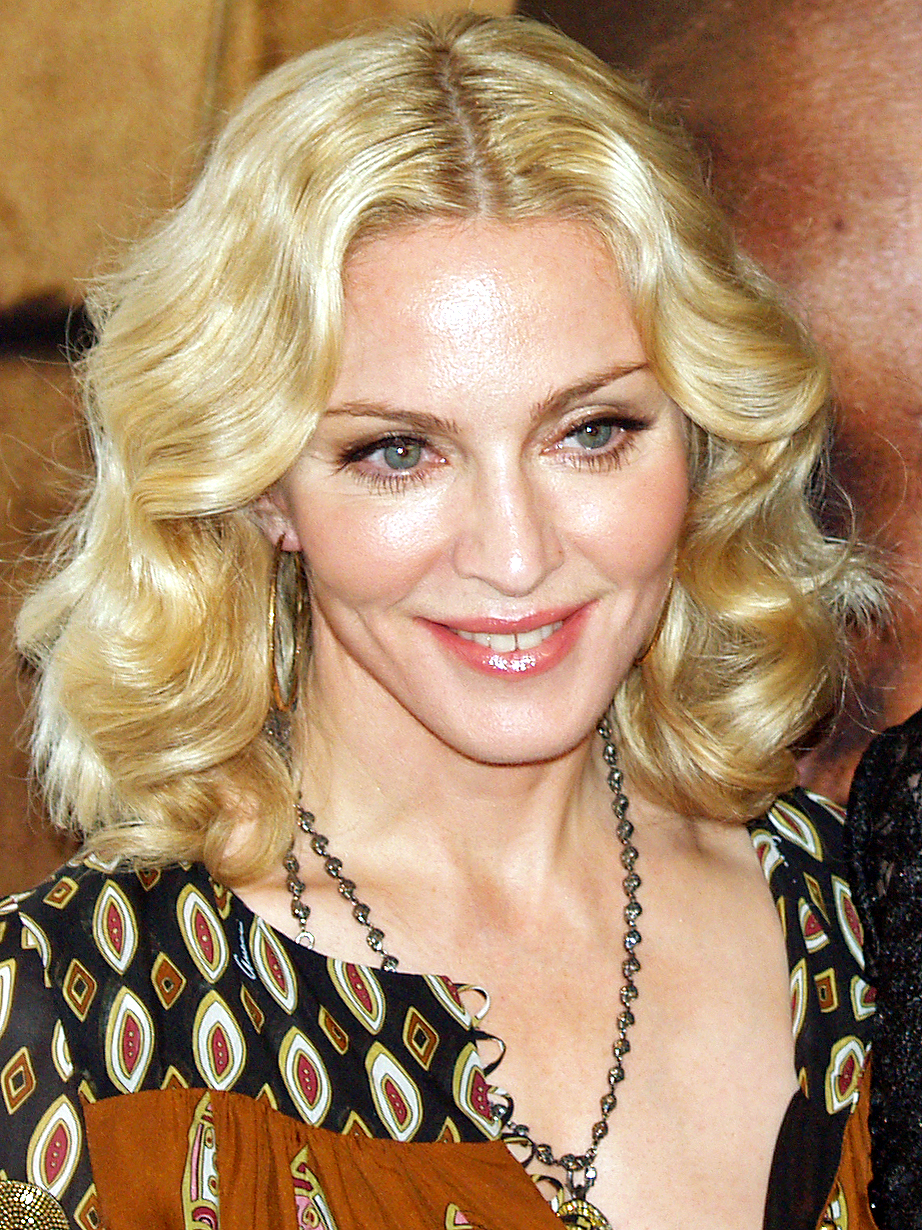
Madonna w 2008 roku.

Lista niewydanych utworów Madonny zawiera nagrania dokonane przez Madonnę, lecz nigdy nie opublikowane oficjalnie na jakimkolwiek nośniku. Spis nie zawiera wszystkich wersji demo nagrań, które w późniejszym czasie zostały oficjalnie wydane, ani utworów, które artystka zarejestrowała wyłącznie w wersji koncertowej.

## Lata 1979 – 81

### Nagrania z nowojorskimi zespołami rockowymi[1]
| Tytuł                          | Zespół                |
| ------------------------------ | --------------------- |
| "No Running in the City"       | The Breakfast Club    |
| "All My Love"                  | The Breakfast Club    |
| "Simon Says"                   | The Breakfast Club    |
| "Shine A Light"                | The Breakfast Club    |
| "Little Boy Lost"              | The Breakfast Club    |
| "Safe Neighbourhood"           | The Breakfast Club    |
| "Love Express"                 | The Breakfast Club    |
| "Born to Be a Dancer"          | Dan Gilroy, Ed Gilroy |
| "Tell the Truth"               | Dan Gilroy, Ed Gilroy |
| "I Got Trouble (Roll Over It)" | Dan Gilroy, Ed Gilroy |
| "(I Like) Love for Tender"     | Emmy and the Emmy's   |
| "No Time for Love"             | Emmy and the Emmy's   |
| "Bells Ringing"                | Emmy and the Emmy's   |
| "Drowning"                     | Emmy and the Emmy's   |
| "Simon Says"                   | Emmy and the Emmy's   |
| "Take Me (I Want You)"         | Emmy and the Emmy's   |
| "Best Girl"                    | Emmy and the Emmy's   |
| "Nobody's Fool"                | Emmy and the Emmy's   |

Istnieją również informacje o utworach "Prisoner", "Head Over Heels", "Get Away" i "Call on Me" z czasów współpracy z zespołem Emmy and the Emmy's. Nie ma jednak pewności czy zostały one kiedykolwiek nagrane. Wzmianki o nich istnieją tylko na zdjęciach wykonanych przez George'a DuBose podczas klubowych koncertów grupy, gdzie dają się zauważyć na ręcznie wykonanych listach piosenek. Być może nagrania nigdy nie powstały, a zespół jedynie wykonywał je podczas występów.

### Solowe nagrania przed podpisaniem kontraktu zSire Records.
Utwory powstałe prawdopodobnie kiedy managerką Madonny była Camille Barbone:
- Nowe wersje "I Want You" i "Love on the Run"
- "Get Up"
- "High Society"
- "Remembering Your Touch"
- "Are You Ready For It"

Po zakończeniu współpracy z pierwszą managerką, powstały prawdopodobnie
- "Sidewalk Talk" (współpraca z Johnem "Jellybean" Benitezem)
- "Afterglo", "Rock Your Body", "Girl with Stars in Her Eyes", "Swing with Me" i "Cherish" (utwór zupełnie inny od singla z 1989 roku). Nagrania te wyszły na jaw w 2011 roku, kiedy rękopisy słów autorstwa Madonny trafiły na aukcję[5].
- "Laugh to Keep from Crying", "Crimes of Passion", "Don’t You Know", "Stay" (wersja inna od tej pochodzącej z albumu "Like a Virgin") oraz pierwsze wersje "Everybody", "Burnning Up" i "Ain’t No Big Deal" (wydanego później jako B-side m.in. singla Papa Don’t Preach). Utwory te powstały około 1980 roku, podczas współpracy ze Stephenem Brayem, który wydał je w 1997 roku[6].

## Lata 80. Po podpisaniu kontraktu z Sire Records.
| Tytuł                            | Sesja nagraniowa                |
| -------------------------------- | ------------------------------- |
| "Writer's Block"                 | Madonna                         |
| "Warning Signs"                  | Vision Quest – OST              |
| "Desperately Seeking Susan"      | Desperately Seeking Susan – OST |
| "Working My Fingers to the Bone" | True Blue                       |
| "Pipeline"                       | True Blue                       |
| "Love Over the Phone"            | True Blue                       |
| "Each Time You Break My Heart"   | True Blue                       |
| "Tell Me"                        | True Blue                       |
| "Scheherezade"                   | ?                               |
| "Possessive Love"                | Like a Prayer                   |
| "Love Attack"                    | Like a Prayer                   |
| "First Was a Kiss"               | Like a Prayer                   |
| "Just a Dream"                   | Like a Prayer                   |
| "Angels with Dirty Faces"        | Like a Prayer                   |

## Lata 90.
| Tytuł                    | Sesja nagraniowa          |
| ------------------------ | ------------------------- |
| "Dick Tracy"             | I’m Breathless            |
| "Dog House"              | I’m Breathless            |
| "To Love You"            | ?                         |
| "Get Over"               | The Immaculate Collection |
| "Queen's English"        | ?                         |
| "Dear Father"            | Erotica                   |
| "Love Hurts"             | Erotica                   |
| "You Are the One"        | Erotica                   |
| "Shame"                  | Erotica                   |
| "Jitterbug"              | Erotica                   |
| "Love Won't Wait"        | Bedtime Stories           |
| "Bring It"               | Bedtime Stories           |
| "Goodtime"               | Bedtime Stories           |
| "Tongue Tied"            | Bedtime Stories           |
| "Right on Time"          | Bedtime Stories           |
| "I Can't Forget"         | Something to Remember     |
| "You'll Stay"            | Something to Remember     |
| "Broken"                 | Something to Remember     |
| "Don't Love a Stranger"  | Ray of Light              |
| "Forever"                | Ray of Light              |
| "Revenge"                | Ray of Light              |
| "Gone, Gone, Gone"       | Ray of Light              |
| "Like a Flower"          | Ray of Light              |
| "Regfresando"            | Ray of Light              |
| "No Substitute For Love" | Ray of Light              |
| "Alone Again"            | Ray of Light              |
| "Arioso"                 | ?                         |

## XXI wiek
| Tytuł                                   | Sesja nagraniowa               |
| --------------------------------------- | ------------------------------ |
| "La Petite Jeune Fille"                 | Music                          |
| "Mysore Smile"                          | Music                          |
| "Run"                                   | Music                          |
| "Liquid Love"                           | Music                          |
| "Like an Angel Passing Through My Room" | Music                          |
| "Wonderland"                            | Music                          |
| "Mrs. Perfect"                          | Music                          |
| "Can't You See My Mind"                 | Die Another Day – OST          |
| "The Game"                              | American Life                  |
| "Set The Right"                         | American Life                  |
| "React"                                 | American Life                  |
| "Cool Song"                             | American Life                  |
| "Miss You"                              | Hello Suckers                  |
| "Is this Love (Bon D'Accord)"           | Hello Suckers                  |
| "If You Go Away"                        | Hello Suckers                  |
| "Curtain"                               | Hello Suckers                  |
| "Boum"                                  | Hello Suckers                  |
| "I'm In Love With Love"                 | I’m Going To Tell You a Secret |
| "Triggering (Your Senses)"              | Confessions on a Dance Floor   |
| "Keep the Trance"                       | Confessions on a Dance Floor   |
| "History (Land of The Free)"            | Confessions on a Dance Floor   |
| "Bio"                                   | Confessions on a Dance Floor   |
| "Stellar Collision"                     | Confessions on a Dance Floor   |
| "Lela Pala Tute" ("La La")              | Hard Candy                     |
| "Across the Sky"                        | Hard Candy                     |
| "Animal"                                | Hard Candy                     |
| "Infinity"                              | Hard Candy                     |
| "The Beat Is So Crazy"                  | Hard Candy                     |
| "Broken (I'm Sorry)"                    | Celebration                    |
| "Bang Bang Boom"                        | MDNA                           |
| "Trust"                                 | MDNA                           |
| "Alone With You"                        | Rebel Heart                    |
| "Back That Up (Do It)"                  | Rebel Heart                    |
| "Freedom"                               | Rebel Heart                    |
| "God Is Love"                           | Rebel Heart                    |
| "Heaven"                                | Rebel Heart                    |
| "Never Let You Go"                      | Rebel Heart                    |
| "Nothing Lasts Forever"                 | Rebel Heart                    |
| "Revolution"                            | Rebel Heart                    |
| "Score"                                 | Rebel Heart                    |
| "Take a Day"                            | Rebel Heart                    |
| "Take It Back"                          | Rebel Heart                    |
| "Tragic Girl"                           | Rebel Heart                    |
| "Trust No Bitch"                        | Rebel Heart                    |
| "Two Steps Behind Me"                   | Rebel Heart                    |